# آیین های عزاداری محرم در شیراز

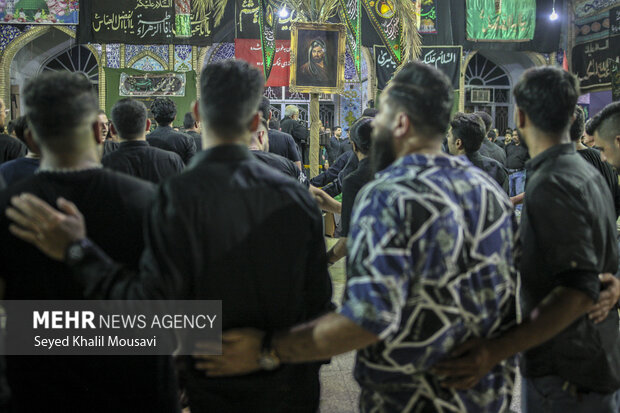
آئین‌های مردم شیراز در ایام محرم

آیین‌های عزاداری محرم در شیراز، از جمله غنی‌ترین و کهن‌ترین نمودهای فرهنگ شیعی در جنوب ایران به‌شمار می‌روند. این مراسم که از قرون گذشته تاکنون با شور و شعوری خاص برگزار می‌شوند، تلفیقی از سوگواری مذهبی، هنر آیینی و هویت محلی مردم فارس هستند.
وجود بارگاه احمد بن موسی (شاهچراغ) نیز در تقویت معنویت و شکوه عزاداری‌های شیراز نقش بی‌بدیلی ایفا کرده و این شهر را به یکی از مهم‌ترین مراکز سوگواری محرم در جنوب کشور تبدیل کرده است. در طول سالیان، آیین‌های عزاداری شیراز با تأثیر از فضای مذهبی، تاریخ محلی، و فرهنگ شفاهی مردم فارس، به تدریج ساختاری متمایز و با هویت پیدا کرده‌اند.

## تاریخچه آیین عزاداری محرم در شیراز
سابقه عزاداری محرم در شهر شیراز به قرون نخستین گسترش تشیع در ایران بازمی‌گردد. با تثبیت حکومت‌های شیعی، به‌ویژه از دوره صفویه به بعد، عزاداری امام حسین (ع) در ساختار اجتماعی و مذهبی این شهر نهادینه شد. در متون تاریخی از برگزاری مجالس روضه‌خوانی، تعزیه، و حمل علم در دوره‌های زندیه و قاجاریه در شیراز یاد شده است. بسیاری از محله‌های قدیمی نظیر سنگ‌سیاه، درب شاهزاده و لب‌آب در ایام محرم فعال بوده‌اند و تکایا و حسینیه‌های سنتی آن‌ها به‌عنوان پایگاه‌های عزاداری عمل می‌کرده‌اند.
آیین‌های عزاداری شیراز در گذر زمان نه‌تنها تضعیف نشده‌اند، بلکه با ورود نسل‌های جوان و گسترش رسانه‌ها، فرم‌های جدیدی از حضور مردمی و هنری به خود گرفته‌اند. ترکیب سنت‌های بومی با جلوه‌های نمایشی و آیینی، این مراسم را به پدیده‌ای فرهنگی و پویا بدل کرده است که همچنان شایسته ثبت، پژوهش و حفاظت است.

## آیین‌های شاخص عزاداری محرم در شیراز

### سینه‌زنی قطاری

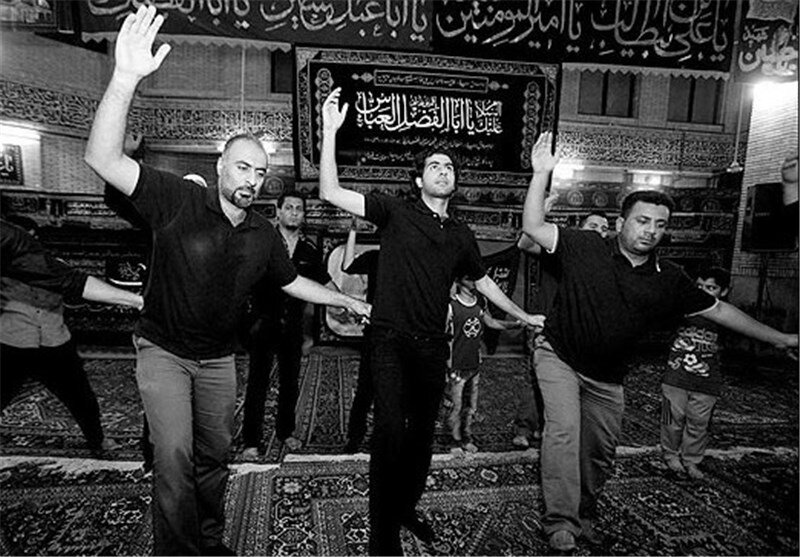
سینه زنی قطاری در شیراز

یکی از برجسته‌ترین آیین‌های محرم در شیراز، «سینه‌زنی قطاری» یا «سینه‌زنی حلزونی» است که با نظم هندسی خاصی برگزار می‌شود. در این آیین، عزاداران با لباس سیاه، به‌صورت دایره‌های متداخل پشت سر هم قرار گرفته و هم‌زمان با نوحه‌خوانی، به سینه‌زنی می‌پردازند. این حرکت شبیه مارپیچ حلزونی است و شکلی نمادین از وحدت و هماهنگی را به نمایش می‌گذارد.
این سنت در مسجد تاریخی بغدادی شیراز ریشه دارد و طبق اسناد رسمی، قدمتی بیش از ۱۵۰ سال دارد. در سال ۱۳۹۹، این آیین به‌عنوان میراث معنوی ثبت ملی ایران به ثبت رسید.

### چاووش‌خوانی

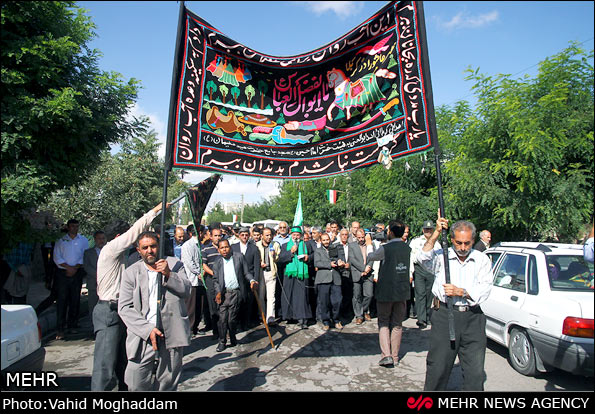
چاووشی خوانی در شهر بوانات - روز اول محرم

آیین چاووش‌خوانی یکی دیگر از سنت‌های آغازین محرم در شیراز است. این رسم قدیمی معمولاً با ورود ماه محرم برگزار می‌شود و طی آن، یک یا چند نفر از چاووش‌خوانان با صدای بلند، همراه با کوبیدن بر طبل یا زنجیر، ورود ایام عزا را اعلام می‌کنند. در محله‌های قدیمی، چاووش‌خوانان با گشت‌زنی در کوچه‌ها، مردم را برای حضور در مجالس سوگواری دعوت می‌کردند.
این آیین به‌ویژه در مناطق سنگ‌سیاه و درب شاهزاده بسیار رایج بوده و امروزه نیز در برخی هیئت‌ها با شکل‌های تازه‌تری برگزار می‌شود.

### حمل طبق چراغ و آینه
در برخی مناطق شیراز، به‌ویژه در شب‌های تاسوعا و عاشورا، آیینی با عنوان حمل طبق چراغ و آینه برگزار می‌شود. در این مراسم، نوجوانان یا جوانان، طبق‌هایی حاوی شمع، آینه، گل و پارچه سیاه را به عنوان نذر و نماد عزاداری حمل کرده و با نوحه‌خوانی وارد جمع عزاداران می‌شوند. این طبق‌ها به‌صورت سنتی تزیین می‌شوند و در بعضی مناطق، اعتقاد بر این است که روشن کردن شمع‌ها و انعکاس نور آن در آینه، نشانه پاکی نیت و سوگواری بی‌ریا است.

### تعزیه‌خوانی

مراسم تغزیه در شیراز

تعزیه‌خوانی یکی از آیین‌های نمایشی عاشورایی در شیراز است که سابقه‌ای دیرینه دارد. در مناطق مختلف شهر، به‌ویژه در اطراف حرم شاهچراغ، گروه‌های تعزیه‌خوان به بازنمایی وقایع کربلا می‌پردازند. این تعزیه‌ها در ایام تاسوعا، عاشورا و اربعین برگزار می‌شود و مخاطبان فراوانی از میان زائران و مردم محلی دارد. لباس‌های خاص، دیالوگ‌های حفظ‌شده، و ترکیب شعر و نثر از ویژگی‌های اصلی این آیین هستند. برخی منابع تاریخی نیز اشاره دارند که تعزیه در دوران قاجار و پهلوی در شیراز با حمایت بزرگان محلی برگزار می‌شده است.
آیین‌های عزاداری محرم در شهر شیراز، تلفیقی از باورهای دینی، سنت‌های تاریخی و هویت فرهنگی مردم این منطقه هستند. این آیین‌ها با تکیه بر ساختار منسجم، ریتم خاص، نمادهای بصری و مشارکت مردمی، جایگاهی ممتاز در میان سوگواری‌های عاشورایی در ایران دارند. با توجه به قدمت تاریخی، تنوع آیینی، و حضور مستمر این آیین‌ها در بافت اجتماعی شهر، مستندسازی، آموزش، و ثبت گسترده‌تر آن‌ها در فهرست‌های ملی و جهانی میراث معنوی می‌تواند گامی مؤثر در حفاظت از هویت فرهنگی جنوب ایران باشد.